# Rökkurró

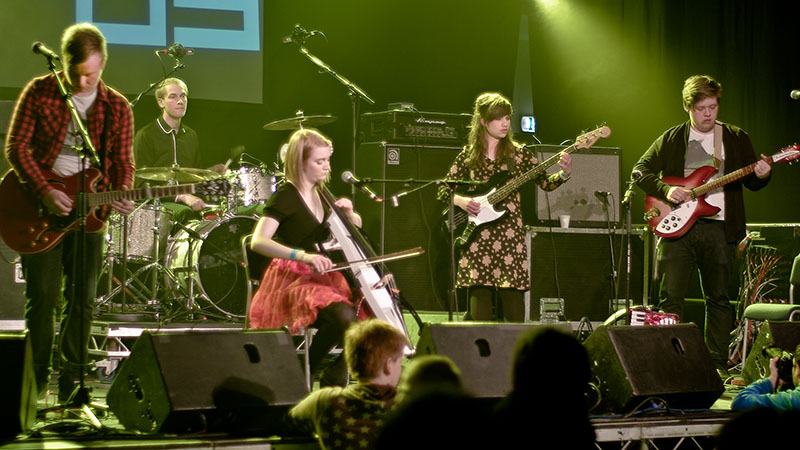
Rökkurró

Rökkurró ['rœhkʏrou:] (isl.: rökkur „Zwielicht“;  und ró „Ruhe“) ist eine isländische Musikgruppe aus Reykjavík.
Sie besteht derzeit aus den fünf Gründungsmitgliedern Hildur Kristín Stefánsdóttir (Gesang, Cello), Arnór Gunnarsson (Gitarre), Árni Þór Árnason (Gitarre), Björn Pálmi Pálmason (Schlagzeug) und Ingibjörg Elsa Turchi (Bass, Akkordeon). Die Musik der Band ist eine Mischung aus Rock, Folk und klassischer Musik. Durch die charakteristische Stimme Stefánsdóttirs haben die Songs der Band einen hohen Wiedererkennungswert.

## Bandgeschichte
Die Band Rökkurró wurde Anfang des Jahres 2006 von Hildur Kristín Stefánsdóttir, Arnór Gunnarsson, Árni Þór Árnason, Björn Pálmi Pálmason und Ingibjörg Elsa Turchi in Reykjavík gegründet. Ihren allerersten Auftritt hatten sie im März desselben Jahres in einem kleinen Klub in der isländischen Hauptstadt. Größere Auftritte, die der Band zu einer ersten Popularität in ihrem Heimatland verhalfen, fanden im weiteren Verlauf des Jahres statt, u. a. beim größten isländischen Musikfestival, Iceland Airwaves. Die Band veröffentlichte eine selbst aufgenommene EP, kurz bevor sie von der isländischen Plattenfirma 12 Tónar entdeckt wurde. Dort erschien dann nach mehrmonatigen Sessions im Plattenstudio das Debütalbum Það kólnar í kvöld... (Es wird kalt am Abend), zunächst am 17. Oktober 2007 in Island, am 4. April 2008 dann auch via Cargo Records in Deutschland. Im Zuge einer Europatour mit dem isländischen Künstler Ólafur Arnalds kam die Band im Juni 2008 auch nach Deutschland. Da die Sängerin Hildur in Japan ein Studium aufnahm, machte die Band ab Sommer 2011 erstmal eine Pause. Am 27. Oktober 2014 veröffentlichten sie dann ihr drittes Album Innra welches erstmals in Englisch gesungen ist. Zusätzlich wurde der Sound mit etwas mehr Elektronischen Klängen unterstützt.

## Diskografie

### Alben
- 2007: Það kólnar í kvöld... (nachträgliche Veröffentlichung in Deutschland im April 2008)
- 2009: Tour EP 2009 (nur etwa 300 Kopien hergestellt)
- 2010: Í annan heim
- 2014: Innra